# 9526 Billmckinnon
9526 Billmckinnon eller 1981 EC13 är en asteroid i huvudbältet som upptäcktes den 1 mars 1981 av den amerikanska astronomen Schelte J. Bus vid Siding Spring-observatoriet. Den är uppkallad efter William B. McKinnon.